# Doug Sharp
Doug Sharp (n. 27 noiembrie 1969, Marion⁠(d), Ohio, SUA) este un bober ce a reprezentat Statele Unite ale Americii, medaliat olimpic. A participat la o ediție a Jocurilor Olimpice (2002) în care a câștigat o medalie de bronz.

## Participări
Lista de mai jos prezintă principalele competiții la care a participat Doug Sharp de-a lungul carierei.
- bobsleigh at the 2002 Winter Olympics[*]